# Roger Mortimer (4. hrabia Marchii)
Roger Mortimer, Roger Mortimer, 4th earl of March (ur. 11 kwietnia 1374, zm. 20 lipca 1398 pod Kells), jeden z najbardziej prominentnych angielskich możnowładców końca XIV wieku, wyznaczony na następcę przez króla Ryszarda II. Roger był synem Edmunda Mortimera, 3. hrabiego Marchii i Filipy Plantagenet, 5. hrabiny Ulsteru (córki Lionela z Antwerpii, 1. księcia Clarence, syna Edwarda III – króla Anglii).

## Życiorys
Po ojcu i matce Roger odziedziczył jedną z największych posiadłości rodowych w Koronie angielskiej. Rodzice zmarli gdy Roger miał 7 lat. Mortimier przejął tytuły 4. hrabiego Marchii (po ojcu) i 6. hrabiego Ulsteru (po matce). Niedługo później został mianowany lordem namiestnikiem Irlandii (Lord Lieutenant of Ireland). Jako dziecko pochodzące z rodu królewskiego i znajdujące się pod kuratelą Korony otrzymał swojego opiekuna - Thomasa Hollanda, 2. hrabiego Kentu, przyrodniego brata (przed matkę) Ryszarda II. Wreszcie w 1385 r. Ryszard oficjalnie ogłosił hrabiego Marchii następcą tronu w przypadku swej bezpotomnej śmierci.
Mortimer towarzyszył Ryszardowi w jego wyprawie do Irlandii w 1394 r., ale o jego szczególnych dokonaniach nic nie wiemy. Kiedy Ryszard wystąpił przeciw Lordom Apelantom (Lords Appellants) Roger zachował neutralność, co przysporzyło mu wiele sympatii w Anglii.
W Irlandii nie miał tyle szczęścia i nie zdobył wśród Irlandczyków wielkiej sympatii. Zginął w 1398 r. podczas bitwy pod Kells, w walce z jednym ze zbuntowanych irlandzkich klanów i został pochowany w katedrze w Wigmore.

## Rodzina
W 1388 r. poślubił Eleonorę Holland, córkę Tomasza Hollanda, 2. hrabiego Kentu i Alicji FitzAlan, córki Richarda FitzAlana, 10. hrabiego Arundel. Miał z nią dwóch synów i dwie córki:
- Anna Mortimer (27 grudnia 1390 – wrzesień 1411), poślubiła Ryszarda Conisburgha, hrabiego Cambridge. Ich syn, Ryszard odziedziczył wszystkie rodowe tytuły Mortimerów. Jej dwaj wnukowie Edward IV York i Ryszard III York zasiedli na tronie Anglii. Anna jest więc przodkiem wszystkich kolejnych królów Anglii
- Edmund Mortimer (6 listopada 1391 – 18 stycznia 1425), 5. hrabia Marchii i 7. hrabia Ulsteru
- Roger Mortimer, (zmarł młodo przed 1413 r.)
- Eleanor Mortimer (zm. 1418), żona Edwarda de Courtenaya, 11. hrabiego Devon, nie miała dzieci